# 热红酒

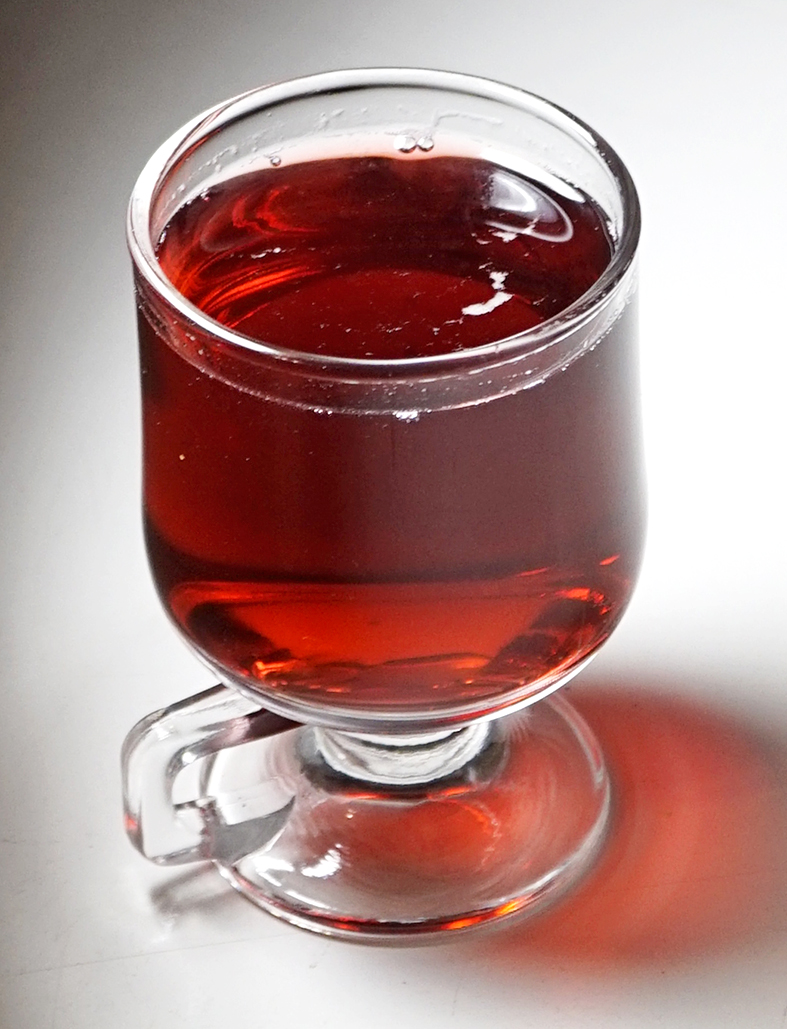
一杯热红酒

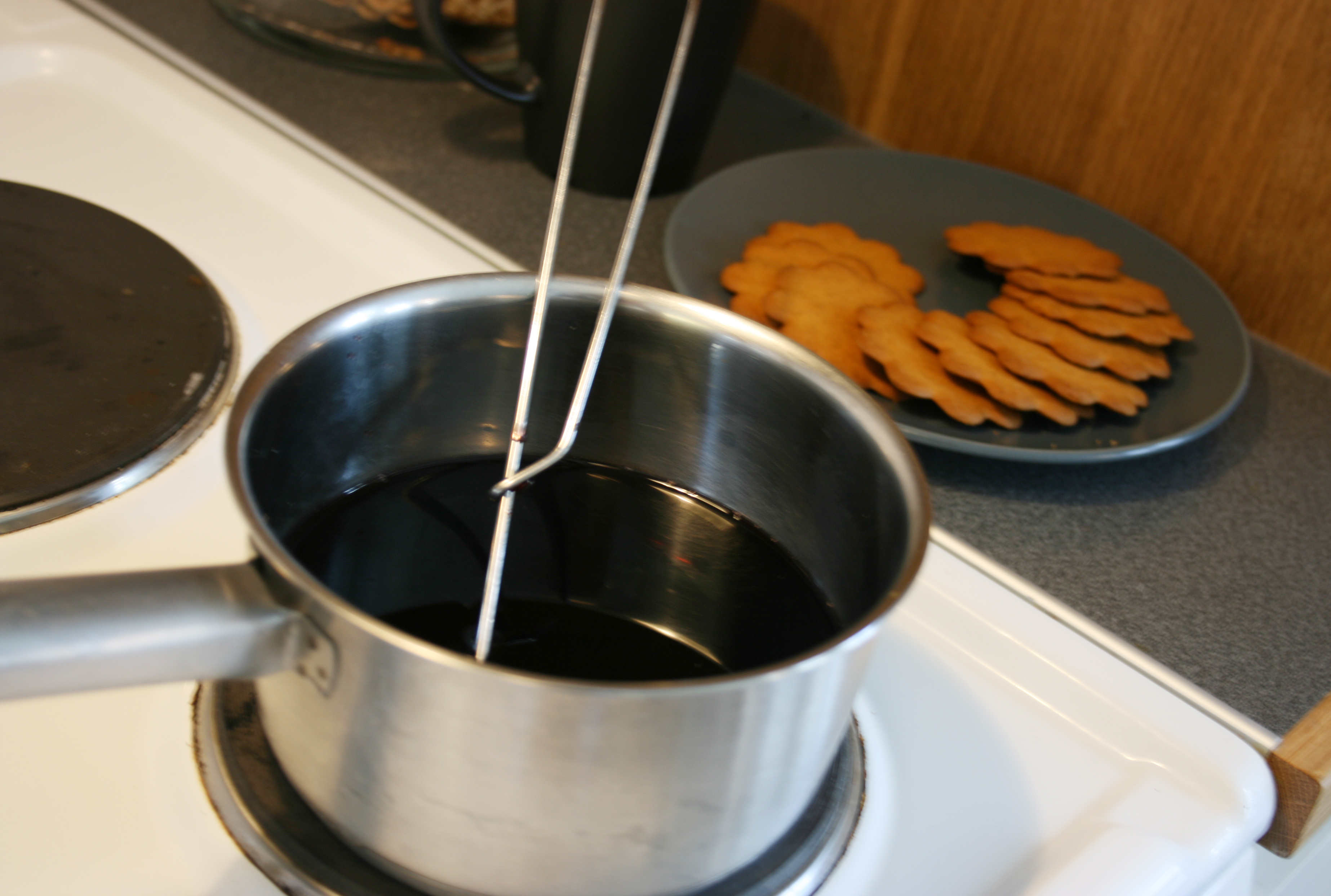
正在加热的热红酒

热红酒（芬蘭語：glögi）是一种添加了香料并通常带有酒精的热饮。热红酒的最早形式是一种带有香料的蒸馏酒，在斯堪的纳维亚地区冬天时以骑马或滑雪代步的信使或邮差通常饮用此种饮料。
制作热红酒时通常是把水煮沸后加入香料。熬了几分钟后把香料过滤掉，并加入黑加仑果汁及葡萄酒或烈酒。在芬兰热红酒中最通常的香料是丁香、桂皮和薑，有时也添加橙皮和小豆蔻。在姜饼干中经常使用相同的香料。喝热红酒之前通常还添加葡萄干和扁桃果仁。
在商店里销售的成品热红酒通常是基于葡萄汁，有时也用黑加仑果汁、混合果汁、苹果汁或者葡萄酒。此外也有基于朗姆酒的烈性热红酒。成品热红酒在喝之前需要加热，但是如果是基于葡萄酒或含有高度酒精的成品热红酒，则不能加热至沸点。
在芬兰有不同类型的热红酒，包括无酒精的、低度和高度酒精类型。无酒精的热红酒最早是小孩的饮料，但现在成年人也经常饮用。高度热红酒的酒精度数可高达22%。